# Per Hysing-Dahl
Per Hysing-Dahl (ur. 31 lipca 1920 w Bergen, zm. 7 kwietnia 1989 tamże) – norweski polityk i menedżer, działacz ruchu oporu, poseł do Stortingu i jego przewodniczący w latach 1981–1985.

## Życiorys
W okresie II wojny światowej działał w ruchu oporu. Stanął na czele konspiracyjnej organizacji Milorg w regionie Vestlandet, w 1941 zmuszony do ucieczki na Szetlandy. Służył następnie w siłach powietrznych, uczestniczył w działaniach wywiadowczych, brał udział w lotach mających na celu przerzucanie agentów na tereny okupowane przez Niemców.
Kształcił się później w szkole handlowej w Bergen. Pracował na kierowniczych stanowiskach w przedsiębiorstwach żeglugowych i transportowych, m.in. w latach 1964–1983 pełnił funkcję dyrektora jednej z linii lotniczych. Zaangażował się w działalność polityczną w ramach konserwatywnej partii Høyre, w latach 1972–1974 był drugim wiceprzewodniczącym ugrupowania. Był radnym miejscowości Fana (1959–1967), a w latach 1969–1985 przez cztery kadencje deputowanym do Stortingu. Od października 1981 do września 1985 sprawował urząd przewodniczącego norweskiego parlamentu.

## Odznaczenia
Za swoje zasługi wyróżniony najwyższym norweskim odznaczeniem wojskowym – Krzyżem Wojennym. Odznaczony także m.in. Orderem Świętego Olafa III klasy.